# Мандилево
Мандѝлево или Мандѝлово (на гръцки: Μανδήλι, Мандили, на катаревуса: Μανδήλιον, Мандилион) е село в Гърция, дем Зиляхово, област Централна Македония със 134 жители (2001).

## География
Селото е разположено в историко-географската област Зъхна в югоизточното подножие на планината Сминица (Меникио) в хълмиста местност, близо до река Драматица.

## История

### Етимология
Според Йордан Н. Иванов името е по личното име *Мандил от Мандо и -ил или от новогръцкото μανδήλι, носна кърпичка, но връзката е неясна.

### В Османската империя
През XIX век Мандилево е село в Зъхненската каза на Серския санджак. Гръцка статистика от 1866 година показва Мандилево като село с 450 жители от които 100 гърци, 125 турци и 225 православни българи. Александър Синве („Les Grecs de l’Empire Ottoman. Etude Statistique et Ethnographique“), който се основава на гръцки данни, в 1878 година пише, че в Мандилион (Mandillion) живеят 390 гърци. В „Етнография на вилаетите Адрианопол, Монастир и Салоника“, издадена в Константинопол в 1878 година и отразяваща статистиката на населението от 1873, Мандили (Mandili) е посочено като село с 90 домакинства, с 80 жители мюсюлмани и 175 българи. В 1889 година Стефан Веркович („Топографическо-этнографическій очеркъ Македоніи“) отбелязва Мандили като село с 50 български и 15 турски къщи и пише:
| „ | Мандил, християнско село; 1 църква, 1 училище; жителите са българи. От града е на два и половина часа разстояние. | “ |

В 1891 година Георги Стрезов пише:
| „ | Мандил, голямо село до пътя от Зиляхово до Алистратик. Сградено на един хълм. Поминък земеделие. Гръцка църква и гръцко училище. Около 200 къщи българе, които никак не са покътнати. | “ |

Към 1900 година според статистиката на Васил Кънчов („Македония. Етнография и статистика“) в селото живеят 885 души, от които 690 българи, 125 турци, и 70 власи.
По данни на секретаря на Българската екзархия Димитър Мишев („La Macédoine et sa Population Chrétienne“) през 1905 година в Мандилево (Mandilevo) има 560 българи патриаршисти.
При избухването на Балканската война в 1912 година един човек от Мандилево е доброволец в Македоно-одринското опълчение.

### В Гърция
След Междусъюзническата война селото остава в пределите на Гърция.
| Име      | Име       | Ново име     | Ново име     | Описание                                       |
| -------- | --------- | ------------ | ------------ | ---------------------------------------------- |
| Карнаджа | Καρνατζά  | Латомион     | Λατομείον    | местност на СЗ от Мандилево и на И от Сфелинос |
| Калинкес | Καλίνγκες | Родиес       | Ροδιές       | местност З от Гара Драчево                     |
| Трайко   | Τράϊκον   | Аперандон    | Άπέραντον    | възвишение на И от Рахово (187 m)              |
| Керезлък | Κερεσλίκ  | Асвестопетра | Άσβεστόπετρα | река С от Мандилево                            |